# Orania decipiens
Espèce
Statut de conservation UICN

 LC  : Préoccupation mineure
Orania decipiens est une espèce de plantes de la famille des Arecaceae (les palmiers).

## Publication originale
- The Philippine Journal of Science. Section C, Botany 4: 614. 1909.